# C Valey
 (novembre 2021).
C Valey est une entreprise saoudienne, crée en 2014 et basée à Riyad. Elle vend principalement les produits cosmétiques et les accessoires de beauté,. 
La plateforme web de l'entreprise a été classée parmi les 20 sites les plus visités en Arabie Saoudite en 2018,.